# Franz Grüter (Politiker, 1875)
Franz Grüter (* 6. April 1875 in Westerholt; † nach 1932) war ein deutscher Politiker (Wirtschaftspartei).

## Leben
Der gelernte Bäckermeister betrieb als Gastwirt die Gaststätte Christgen in Scherlebeck, das 1926 nach Herten eingemeindet wurde. Er war Vorstandsmitglied des Provinzial-Wirte-Verbandes Westfalen.
Grüter war Gemeindeverordneter in Herten. Im Mai 1928 wurde er für die Reichspartei des Deutschen Mittelstandes (Wirtschaftspartei) als Abgeordneter in den Preußischen Landtag gewählt, dem er bis 1932 angehörte. Er vertrat im Parlament den Wahlkreis 17 (Westfalen-Nord). 1929 setzte er sich im Landtag für eine Eingemeindung Hertens nach Recklinghausen ein, wofür er fraktionsübergreifend kritisiert wurde.